# Eutrepsia lithosiata
Eutrepsia lithosiata är en fjärilsart som beskrevs av Achille Guenée 1858. Eutrepsia lithosiata ingår i släktet Eutrepsia och familjen mätare. Inga underarter finns listade i Catalogue of Life.